# Josette Rey-Debove
Josette Rey-Debove (* 16. November 1929 in Calais; † 22. Februar 2005 in Senegal) war eine französische  Romanistin  und Lexikografin.

## Leben und Werk

### Lexikografie bei Paul Robert
Josette Debove war ab 1952 kurzzeitig Gymnasiallehrerin in Paris, dann  folgte sie im April 1953 einer Einladung von Paul Robert nach Casablanca, um dort am großen Projekt eines „Nouveau Littré“ mitzuarbeiten, aus dem das Wörterbuch Grand Robert de la langue française in 6 Bänden (1953–1964, Supplementband 1971) hervorging. 1954 heiratete sie ihren Projektkollegen Alain Rey, mit dem sie das bedeutendste Lexikografenehepaar aller Zeiten bilden sollte. Nach Fertigstellung des Grand Robert war sie zusammen mit Alain Rey und Henri Cottez Autorin von Le Petit Robert. Dictionnaire alphabétique et analogique de la langue française (Paris 1967, seither zahlreiche Auflagen), dann des Micro Robert (Paris 1971, seither zahlreiche Auflagen).

### Wissenschaft
Josette Rey-Debove goss die gesammelten lexikografischen Erfahrungen in eine Thèse de doctorat de 3e cycle, Problèmes de description de la langue dans les dictionnaires français contemporains. Etude linguistique et sémiotique, die sie unter der Leitung von Jean Dubois  an der Universität Paris-Nanterre anfertigte, im Dezember 1968 verteidigte und die unter dem Titel Etude linguistique et sémiotique des dictionnaires  français contemporains erschien (Den Haag 1971). Dann arbeitete sie unter der Leitung von Henri Mitterand an einer Thèse de Doctorat d’Etat, die sie 1976 an der Universität Paris VIII verteidigte und unter dem Titel Le métalangage. Etude linguistique du discours sur le langage publizierte (1978, 1986, 1997). Sie lehrte Lexikologie und Semiologie an der Universität Paris III, an der Universität Paris VII und ab 2002 an der École des Hautes Études en Sciences Sociales.

### Eigene Wörterbuchkonzeption
Josette Rey-Debove war an nahezu allen lexikografischen Projekten des Hauses Robert beteiligt, bildete zusätzlich die jungen Lexikografinnen des Verlages aus und zeichnete verantwortlich für fünf innovative Wörterbücher, mit denen sich ihr Name in besonderer Weise verbindet:
- mit Gilberte Gagnon: Dictionnaire des anglicismes. Paris 1980, 1984, 1986.
- Le Robert méthodique. Paris 1982, 1989, 1994; unter dem Titel Le nouveau Robert méthodique. 2003; Le Robert Brio. 2004 (Definitionswörterbuch mit 34.000 Einträgen + Analogie + Wortbildungsstrukturen).
- Le Petit Robert des enfants. Paris 1988; unter dem Titel Le Robert des jeunes. 1991 (Definitionswörterbuch mit 16.000 Einträgen + Exemplifizierung + festes Personal in den Beispielsätzen, die sich puzzleartig zu einer Geschichte zusammensetzen lassen).
- Le Robert quotidien. Paris 1996 (Definitionswörterbuch mit 50.000 Einträgen + 6.000 antipuristische Wortkommentare).
- Dictionnaire du français. Référence. Apprentissage. Paris 1999 (Definitionswörterbuch für Fremdsprachler mit 20.000 Einträgen + Lesbarkeit der Definitionen + reiche Exemplifizierung).

## Weitere Schriften
- Hrsg.: La lexicographie. in: Langages. 19, 1970.
- mit Alain Rey (Hrsg.): Dictionnaire universel des noms propres.  Alphabétique et analogique. 4 Bände.  Paris 1974.
- Lexique. Sémiotique. Paris 1979.
- La linguistique du signe. Une approche sémiotique du langage. Paris 1998.